# Стара Сіль (гміна)
Гміна Стара Сіль — колишня (1934—1939 рр.) сільська ґміна Самбірського повіту Львівського воєводства Польської республіки (1918—1939) рр. Ґміну творило єдине село Стара Сіль, яке внаслідок адміністративної реформи 1 серпня 1934 р. втратило статус міста.
  
У 1934 р. територія ґміни становила 6,1 км². Населення ґміни станом на 1931 рік становило 1 152 особи. Налічувалось 248 житлових будинків. 

На початку Другої світової війни в першій середині вересня 1939 р. територія ґміни була зайнята німецькими військами, але відповідно до Пакту Молотова — Ріббентропа 26 вересня територія ґміни була передана СРСР. Ґміна ліквідована в 1940 р. у зв’язку з утворенням Старосамбірського району.